# Torneio Régis Pacheco
O Torneio Régis Pacheco foi um torneio amistoso, criado pelo governador Régis Pacheco e organizado pelo Governo do Estado da Bahia, em formato de quadrangular, a competição foi sediada no estádio da Fonte Nova, na cidade de Salvador, Bahia. Sua primeira edição, ocorreu no no dia 15/03/1953 e tinha como objetivo arrecadar recursos para milhares de pessoas que passavam fome devido a grande seca que o nordeste atravessava. O torneio contava, nas suas primeiras duas edições, com  equipes tradicionais de outras regiões porém, com o final do mandato de Governador do estado, no ano de 1955 ocorreu sua ultima edição, somente com equipes nordestinas.
Na sua primeira edição, contou com a dupla Ba-Vi, e com os convidados Flamengo e Internaciaonal. O campeonato foi conquistado pelo Internacional, seguidos por Flamengo (2º), Vitória, (3º) e Bahia (4º).
Houve também uma edição no ano de 1954 vencida pelo São Paulo
No ano de 1955, ocorreu a última edição do torneio, onde o Vitória sagrou-se campão, com Botafogo e Bahia empatados na segunda posição e o quarto lugar, ficou com a equipe do Sport.

## Edição de 1953
Classificação
|    | TIME          | Pts | J | V | E | D | GP | GC | SG |
| -- | ------------- | --- | - | - | - | - | -- | -- | -- |
| 1º | Internacional | 5   | 3 | 2 | 1 | 0 | 13 | 4  | 9  |
| 2º | Flamengo      | 5   | 3 | 2 | 1 | 0 | 12 | 5  | 7  |
| 3º | EC Vitória    | 2   | 3 | 1 | 0 | 2 | 5  | 13 | -8 |
| 4º | EC Bahia      | 0   | 3 | 0 | 0 | 3 | 3  | 11 | -8 |

1ª Rodada (15/03/1953)
EC Bahia 1 X 7 Internacional
EC Vitória 2 X 8 Flamengo
2ª Rodada (19/03/1953)
EC Vitória 1 x 4 Internacional
EC Bahia 1 x 2 Flamengo
3ª Rodada (22/03/1953)
EC Bahia 1 x 2 EC Vitória
Flamengo 2 x 2 Internacional
| Torneio Régis Pacheco             |
| Rio Grande do Sul                 |
| --------------------------------- |
| Internacional Campeão (1º título) |

## Edição de 1955
CLASSIFICAÇÃO:
|    | TIME        | Pts | J | V | E | D | GP | GC | SG |
| -- | ----------- | --- | - | - | - | - | -- | -- | -- |
| 1º | EC Vitória  | 4   | 3 | 2 | 0 | 0 | 7  | 5  | 2  |
| 2º | EC Bahia    | 3   | 3 | 1 | 1 | 1 | 6  | 5  | 1  |
| 2º | Botafogo-BA | 3   | 3 | 1 | 1 | 1 | 6  | 5  | 1  |
| 4º | Sport       | 2   | 3 | 1 | 1 | 2 | 4  | 8  | -4 |

1ª Rodada (27/03/1955)
EC Bahia 2 x 2 Botafogo-BA
EC Vitória 4 x 1 Sport
2ª Rodada (02/04/1955)
EC Vitória  2 x 1 Botafogo-BA
Sport 2 x 1 EC Bahia
3ª Rodada (04/04/1955)
Botafogo-BA 3 x 1 Sport
EC Bahia 3 x 1 EC Vitória
| Torneio Régis Pacheco       |
| Bahia                       |
| --------------------------- |
| Vitória Campeão (1º título) |

## Observações
- Nessa competição a vitória valia 2 pontos
- Não há muitas informações sobre o torneio de 1954, porém sabe-se que o São Paulo a conquistou, conforme está citado  em seu site oficial.
- O Governador Régis Pacheco deu seu próprio nome a competição
- Bahia e Vitória participaram de todas as três edições